# NOx
NOx è una sigla generica che identifica collettivamente tutti gli ossidi di azoto e le loro miscele.

## Gli ossidi
L'azoto è in grado di formare diversi ossidi:
- il diossido di azoto o ipoazotide (NO2, anche come dimero N2O4)
- il monossido di azoto (NO)
- l'ossido di diazoto o protossido di azoto (N2O)
- il pentossido di diazoto o anidride nitrica (N2O5)

## Produzione durante la combustione
La sigla (NOx) identifica in modo generico gli ossidi di azoto che si producono come sottoprodotti durante una combustione che avvenga utilizzando aria (dal camino a legna, al motore delle automobili, alle centrali termoelettriche).

La quantità e la qualità della miscela di NOx dipende dalla sostanza combusta e dalle condizioni in cui la combustione avviene.

### Meccanismi di produzione
I NOx si formano in generale secondo tre meccanismi:
- Pronto: NOx che si forma nella parte iniziale della combustione, dove si è in forte presenza di sostanze intermedie molto aggressive che quindi attaccano anche l'azoto. In linea generale la quantità di produzione di NOx pronto è nettamente inferiore rispetto al termico o da combustibile
- Termico: NOx si forma a partire dall'azoto presente in atmosfera in presenza di elevate temperature e di una grossa quantità di ossigeno, specialmente nei motori a combustione interna. Va precisato che, in caso di combustione ideale, tra i prodotti della stessa non ci sarebbero gli ossidi di azoto, visto che quest'ultimo, come noto, è inerte a temperature contenute. Pertanto è proprio a causa delle elevate temperature raggiunte durante le fasi intermedie della combustione che le molecole di azoto (N2) si dissociano in azoto atomico che risulta invece estremamente reattivo a contatto con ossigeno, a sua volta atomicamente dissociato, portando alla formazione di NO. Il successivo drastico abbassamento di temperatura, riscontrabile nella fase terminale della combustione nei motori alternativi o lontano dalla fiamma nei bruciatori di caldaie, congela la reazione sopra descritta impedendo la riassociazione dell'azoto e dell'ossigeno, scaricando quindi a valle il sottoprodotto NO.
- da Combustibile: Sono gli ossidi di azoto prodotti a partire dall'azoto presente nel combustibile. Combustibili solidi (carbone) possono avere una percentuale di azoto che varia 0,5-2%

### Accorgimenti per la riduzione delle emissioni
Per limitare e controllare le emissioni di NOx esistono vari accorgimenti, utilizzabili anche in modo combinato. A tal fine, è utile che:
- La carburazione avvenga nel modo più uniforme possibile, evitando picchi di temperatura e hot spot in camera di combustione. Una combustione con miscela "magra" sarà caratterizzata da elevati livelli di NOx, riconoscibili anche visivamente dal tipico colore giallastro dei fumi. Il compromesso fondamentale da fare è con il monossido di carbonio (CO) che si forma, invece, a basse temperature di combustione. Se ne deduce che la finestra stechiometrica di esercizio della combustione può essere alquanto ristretta fra i limiti di emissioni di NOx e di CO.
- Sia installato un dispositivo ricircolo dei gas esausti (EGR) che riduce le temperature massime di combustione tramite l'immissione di gas combusti (inerti) in camera di combustione. Questo miglioramento, tuttavia, avviene a prezzo di un notevole aumento delle emissioni di particolato carbonioso[1].
- Si usino sistemi di iniezione d'acqua in camera di combustione, o direttamente nella miscela carburante. In uno studio del 2016, l'uso di questo metodo su motore diesel, in combinazione con il ricircolo di gas esausti in camera, ha mostrato riduzioni dei NOx fino all'85%, con una riduzione del 40% delle emissioni di particolato carbonioso rispetto al funzionamento in solo regime EGR (anche se le emissioni di particolato rimangono comunque più alte di quelle di un motore diesel senza accorgimenti[1].
- Sia installata una marmitta catalitica, componente che favorisce la reazione molecolare.
- Si utilizzino catalizzatori (SCR - Selective Catalytic Reduction) o metodi di iniezione di reagenti direttamente in camera di combustione (SNCR - Selective Non-Catalytic Reduction). Entrambi utilizzano come reagenti ammoniaca in soluzione acquosa, oppure urea.

## Produzione
I NOx vengono prodotti in natura soprattutto dai fulmini e dalle eruzioni vulcaniche. Nell'uomo e negli organismi animali più in generale sono generati dalle cellule del sistema immunitario per uccidere i batteri patogeni e da altre cellule per funzioni diverse. Il monossido di azoto in particolare ha funzioni vasodilatatorie.
Una delle principali fonti antropiche sono i motori a combustione interna gli ossidi di azoto si formano in virtù della temperatura che viene raggiunta durante la combustione del carburante.
Altra fonte di produzione sono i fornelli del gas delle cucine e le caldaie di riscaldamento per acqua e/o ambiente.

## Effetti nocivi
Gli ossidi di azoto, in particolar modo il biossido di azoto sono sostanze inquinanti dell'atmosfera e aggravano le condizioni dei malati di asma, bambini e chi soffre di malattie respiratorie croniche o di malattie cardiache, in ogni caso superata la soglia di 10 ppm (da considerare essere una concentrazione migliaia di volte maggiore anche di ambienti urbani in cui difficilmente si superano i 0.05 ppm) insorgono problemi nella respirazione polmonare ed edemi polmonari, mentre già con 15 ppm si ha irritazione delle mucose e degli occhi, mentre la presenza nell'aria è avvertibile a 3 ppm con un odore pungente. Tra gli effetti a lungo termine si possono annoverare le alterazioni polmonari a livello tissutale e cellulare, aumento della suscettibilità alle infezioni polmonari sia di tipo batteriche che virali, mentre si sospettano possibili danni sull'apparato cardio-vascolare quali l'induzione di ischemiche del miocardio, scompenso cardiaco e aritmie cardiache. Alcuni di essi in presenza di radiazione solare possono reagire con l'ossigeno formando ozono e altri composti del cosiddetto smog fotochimico se in presenza anche di idrocarburi incombusti (HC). Il triossido ed il pentossido di diazoto sono solubili in acqua e con l'umidità atmosferica possono formare acido nitroso e acido nitrico, entrambi presenti nelle cosiddette "piogge acide".